# كارين كابلان
كارين كابلان (بالإنجليزية: Caren Kaplan)‏ هي أكاديمية أمريكية، ولدت في 1955.